# Darling (film, 2007)
Darling är en svensk film från 2007, regisserad av Johan Kling. Filmen är en klasskildring där överklasstjejen Eva (Michelle Meadows) möter 61-årige försäljaren Bernard (Michael Segerström).

## Handling
Eva (Meadows) är tjugo-nånting, kommer från en välbärgad familj där mamman och pappan numera är skilda, lever ett ganska bekymmerslöst, självupptaget liv i Stockholm. Hon jobbar som biträde i en klädbutik, är tillsammans med Micke och de båda rör sig i en tillvaro som kretsar kring de rätta människorna och ställena. Hon är stram, överlägsen, bortskämd och går på känslomässig tomgång. Efter en banal otrohetsaffär finner hon sig utfrusen av sina kompisar, samtidigt som hennes ekonomi är usel efter att hon blivit sparkad från jobbet.
Den före detta elektronikingenjören Bernard är skild sedan drygt ett år tillbaka. Han sitter ensam fast med den gemensamma villan som är alldeles för dyr för honom. 61 år gammal och desperat efter pengar, går han på en tröstlös rad anställningsintervjuer och tar de provanställningar han kan få. Han är trots motgångarna en sympatisk, vänlig och oförtrutet positiv man, men är egentligen alldeles för snäll och lätthunsad.
Bernard får slutligen, efter ett misslyckat försäljarknäck, ett jobb på en McDonald's-restaurang. En månad senare börjar Eva jobba på samma restaurang, med inställningen att hon bara ska jobba där några veckor för att sen kunna få a-kassa. De båda börjar prata och upptäcker att de trivs ihop, sammanbundna framförallt av sin icke-självvalda ensamhet utvecklar de en annorlunda vänskap.

## Om filmen
Kling är ursprungligen en TV- och reklamfilmsregissör. Han fick idén till filmen när han tjuvlyssnade på några tjejers samtal om shopping. Han slogs över hur kalla och osympatiska de lät och gjorde 2003 kortfilmen Jag, där Michelle Meadows spelade Eva första gången. Darling gjordes med minimal budget, åtta miljoner kronor. Filmen vann 2007 Nordiska filmpriset på Göteborg Film Festival och är dessutom nominerad till Nordiska rådets filmpris.
Filmen nominerades till sex guldbaggar under guldbaggegalan 2008. Utmärkelserna  Bästa manliga huvudroll (Michael Segerström) och  Bästa foto (Geir Hartly Andreassen) gick till Darling.

## I rollerna
- Michael Segerström - Bernard
- Michelle Meadows - Eva
- Richard Ulfsäter - Micke
- Tanja Lorentzon - Maja
- Henrik Lundström - Peder
- Robin Keller - Miles
- Jenny Cassel - Sophie Nichols
- Erica Silfverhjelm - Martina
- Michael Lindgren - Nico
- Johan Hallström - säljare
- Erik Johansson - säljare
- Lis Nilheim - Miles mamma
- Elisabeth von Gerber - Margareta